# Estadio Hindmarsh
El Hindmarsh Stadium (desde 2010 llamado también Coopers Stadium por razones de patrocinio) es un estadio ubicado en el distrito de Hindmarsh en la Ciudad de Charles Sturt, en los suburbios de Adelaida, en Australia. Fue construido en 1960 y es propiedad del estado de Australia del Sur, tiene una capacidad para 17 500 personas y se utiliza principalmente para partidos de fútbol y rugby, además de espectáculos artísticos y conciertos. Es desde 2005 el hogar del equipo de fútbol Adelaide United de la A-League.
El estadio ha sido sometido a refacciones en diferentes oportunidades para ser sede de eventos como la Copa Mundial de Fútbol Sub-20 en 1981 y en 1993 y del torneo de Fútbol en los Juegos Olímpicos de Sídney 2000.
El récord de asistencia se produjo en 2008, cuando el Adelaide United después de tan sólo 3 años de existencia disputó la final de la Liga de Campeones de Asia en contra del Gamba Osaka, la asistencia fue 17 000 espectadores.
En 2013 la compañía cervecera Coopers compró el nombre del estadio por un período de 5 años.

## Mundial de Fútbol Juvenil 1981
Cinco partidos de la Copa Mundial de Fútbol Juvenil de 1981 tuvieron lugar en el estadio. 
| Fecha                 | Club 1           | Resultado | Club 2     | Fase                         | Asistencia |
| --------------------- | ---------------- | --------- | ---------- | ---------------------------- | ---------- |
| 3 de octubre de 1981  | España           | 2–2       | Egipto     | fase grupo                   | 7 504      |
| 3 de octubre de 1981  | Alemania Federal | 1–0       | México     | fase grupo                   | 7 504      |
| 6 de octubre de 1981  | Alemania Federal | 1–2       | Egipto     | fase grupo                   | 14 120     |
| 6 de octubre de 1981  | México           | 1–1       | España     | fase grupo                   | 14 120     |
| 17 de octubre de 1981 | Rumania          | 1–0       | Inglaterra | partido por el tercer puesto | 10 492     |

## Galería

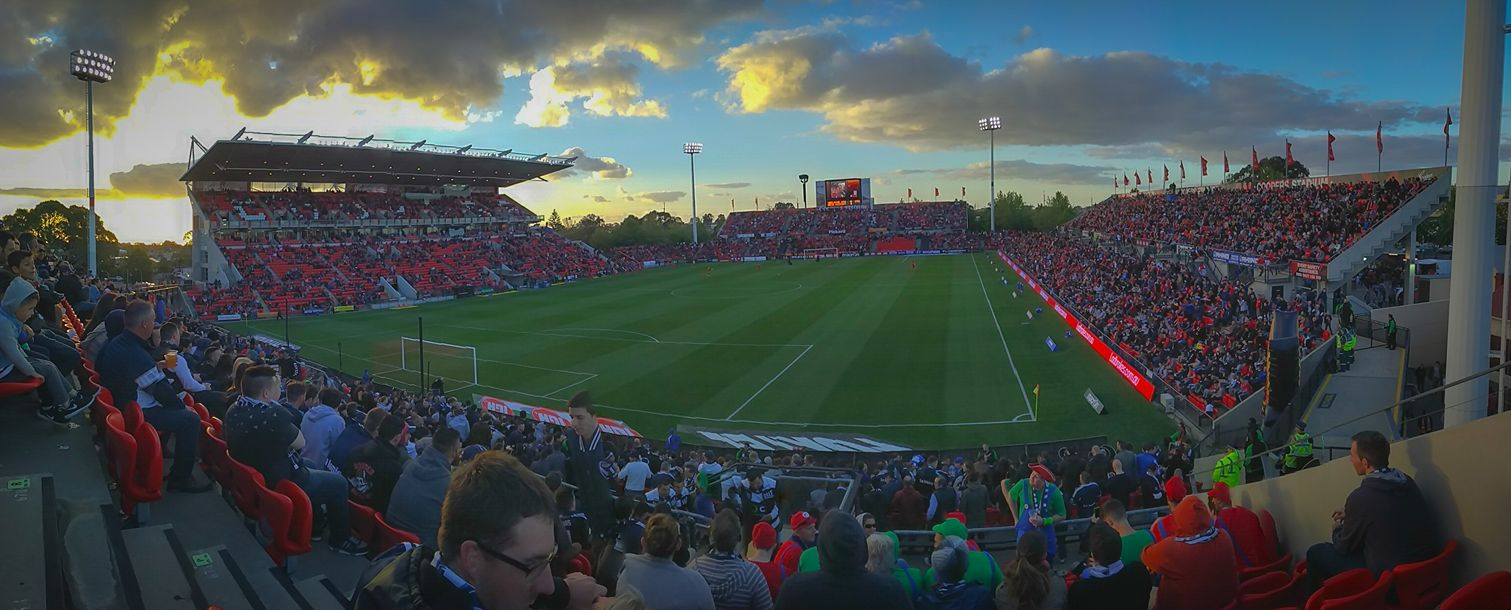
Imagen panorámica del Hindmarsh Stadium.

## Juegos Olímpicos Sídney 2000
Siete partidos del Torneo masculino de fútbol en los Juegos Olímpicos de Sídney 2000 tuvieron lugar en el estadio. 
| Fecha                     | Club 1         | Resultado      | Club 2    | Fase             | Asistencia |
| ------------------------- | -------------- | -------------- | --------- | ---------------- | ---------- |
| 13 de septiembre del 2000 | Nigeria        | 3–3            | Honduras  | fase grupo       | 13 386     |
| 14 de septiembre del 2000 | Corea del Sur  | 0–3            | España    | fase grupo       | 14 060     |
| 16 de septiembre del 2000 | Italia         | 3–1            | Honduras  | fase grupo       | 18 301     |
| 17 de septiembre del 2000 | Corea del Sur  | 1–0            | Marruecos | fase grupo       | 12 753     |
| 19 de septiembre del 2000 | Italia         | 1–0            | Nigeria   | fase grupo       | 18 340     |
| 20 de septiembre del 2000 | Corea del Sur  | 1–0            | Chile     | fase grupo       | 16 309     |
| 20 de septiembre del 2000 | Estados Unidos | 2–2 (5:4 pen.) | Japón     | Cuartos de final | 16 309     |

## Copa de las Naciones de la OFC 2004
Diez partidos de la Copa de las Naciones de la OFC 2004 tuvieron lugar en el estadio. 
| Fecha              | Club 1        | Resultado | Club 2        | Fase      | Asistencia |
| ------------------ | ------------- | --------- | ------------- | --------- | ---------- |
| 29 de mayo de 2004 | Tahití        | 0–0       | Fiyi          | Jornada 1 | 3 000      |
| 29 de mayo de 2004 | Australia     | 1–0       | Nueva Zelanda | Jornada 1 | 12 130     |
| 31 de mayo de 2004 | Australia     | 9–0       | Tahití        | Jornada 2 | 1 200      |
| 31 de mayo de 2004 | Fiyi          | 1–0       | Vanuatu       | Jornada 1 | 500        |
| 2 de junio de 2004 | Tahití        | 0–4       | Islas Salomón | Jornada 2 | 50         |
| 2 de junio de 2004 | Vanuatu       | 1–0       | Nueva Zelanda | Jornada 1 | 356        |
| 4 de junio de 2004 | Fiyi          | 1–2       | Islas Salomón | Jornada 2 | 1500       |
| 4 de junio de 2004 | Vanuatu       | 0–3       | Australia     | Jornada 1 | 4000       |
| 6 de junio de 2004 | Fiyi          | 0–2       | Nueva Zelanda | Jornada 2 | 2000       |
| 6 de junio de 2004 | Islas Salomón | 2–2       | Australia     | Jornada 1 | 4000       |

## Copa Mundial Femenina de Fútbol de 2023
Cinco partidos de la Copa Mundial Femenina de Fútbol de 2023 tuvieron lugar en el estadio.
| Fecha               | Club 1        | Resultado | Club 2     | Fase             | Asistencia |
| ------------------- | ------------- | --------- | ---------- | ---------------- | ---------- |
| 24 de julio de 2023 | Brasil        | 4–0       | Panamá     | fase de grupos   | 13 142     |
| 28 de julio de 2023 | China         | 1–0       | Haití      | fase de grupos   | 12 675     |
| 30 de julio de 2023 | Corea del Sur | 0–1       | Marruecos  | fase de grupos   | 12 886     |
| 1 de agosto de 2023 | China         | 1–6       | Inglaterra | fase de grupos   | 13 497     |
| 8 de agosto de 2023 | Francia       | 4–0       | Marruecos  | Octavos de final | 13 557     |